# Liars
Liars är ett rockband bildat 2000 i Brooklyn. Bandet karaktäriseras av stora skillnader mellan deras album, men kan delas in i genrerna indierock, dance-punk och noiserock. Sedan 2017 är Angus Andrew den enda konstanta medlemmen.

## Historia
Liars bildades 2000 i New York med australiensaren Angus Andrew som sångare, Aaron Hemphill som gitarrist, Pat Noecker som basist och Ron Albertson som trummis. Noecker och Albertson, båda från Nebraska, medverkade bara på gruppens första studioalbum från 2001, They Threw Us All in a Trench and Stuck a Monument on Top. Debutalbumet fick mestadels positiva recensioner av musikkritiker.
Inför gruppens andra album gick Julian Gross med i bandet. They Were Wrong, So We Drowned släpptes 2004 och hade mer experimentella influenser än debutalbumet. Bandet spelade under 2004 även in gruppens tredje album Drum's Not Dead i Berlin. Även deras fjärde, självbetitlade studioalbum spelades in i Berlin.
Gruppens femte studioalbum, Sisterworld, spelades in i Los Angeles under 2009 och släpptes 2010.

## Medlemmar
Nuvarande medlemmar
- Angus Andrew - sång, gitarr (2000–)

Tidigare medlemmar
- Aaron Hemphill - gitarr, moodswinger, synthesizer, trummor (2000-2016)
- Julian Gross - trummor (2002-2016)
- Pat Noecker - basgitarr (2000-2002)
- Ron Albertson - trummor (2000-2002)

## Diskografi
Studioalbum
- 2001 – They Threw Us All in a Trench and Stuck a Monument on Top
- 2004 – They Were Wrong, So We Drowned
- 2006 – Drum's Not Dead
- 2007 – Liars
- 2010 – Sisterworld
- 2012 – WIXIW
- 2014 – Mess
- 2017 – Theme From Crying Fountain
- 2018 – Titles with the Word Fountain
- 2021 – The Apple Drop

Livealbum
- 2010 – Live at the Music Hall of Williamsburg